# Karabinek wz. 88 Tantal
5,45 mm karabinek wz. 88 – polski karabinek automatyczny opracowany w latach 80 XX wieku. Wycofany z uzbrojenia SZ RP.
Numer patentu PL 160959, ogłoszony 31.05.1993.

## Historia konstrukcji
W kilka lat po wprowadzeniu do uzbrojenia Armii Radzieckiej 5,45 mm karabinu AK-74, broń na nową amunicję zaczęły wprowadzać do uzbrojenia inne kraje Układu Warszawskiego. Kupowały one licencję na radzieckie karabiny AK-74 i amunicję 5,45 × 39 mm. W Polsce postanowiono opracować własne odpowiedniki radzieckich konstrukcji (program „Cez” dotyczył amunicji 5,45 mm, program „Tantal” – skonstruowania nowego karabinu).
Podstawą do opracowania nowej konstrukcji były karabiny AKMS wz. 80 i „Lantan”. Z pierwszego przejęto mechanizm spustowy wyposażony w ogranicznik długości serii, z drugiego wyniki prac studyjnych nad balistyką broni strzelającej amunicją małokalibrową. W nowym karabinie oznaczonym jako wz. 81 starano się w jak największym stopniu wykorzystać podzespoły AKM. Nowy karabin przystosowano do wystrzeliwania granatów nasadkowych. Ponieważ stara kolba składana była zbyt słaba, aby wytrzymać miotanie granatów, karabin wyposażono w kolbę wzorowaną na kolbie MPi-KMS 72 (produkowana w NRD wersja AKM). Nowa kolba jest zamienna z kolbą stałą od AKM (identyczny jest sposób montażu). Niemal identyczny wygląd kolby ma również karabinek rumuńskiej produkcji.
Prace nad nową bronią zostały zawieszone w drugiej połowie 1981 roku, ale kontynuowano program „Cez”. W roku 1983 wyprodukowano pierwszą partię próbną amunicji 5,45 × 39 mm. Program „Tantal” reaktywowano w 1985 roku. Nowe założenia taktyczno-techniczne wymagały broni o masie nie większej niż 3,5 kg, o gabarytach nie większych niż AKMS. Partię prototypową karabinów wz. 81 badano w 1986 roku. Broń nie została przyjęta do uzbrojenia. Powodem były zbyt duże wymiary karabinu z kolbą złożoną (broń nie pasowała do uchwytów transportowych w wozach bojowych). Problemem też był magazynek. Do karabinu wz. 81 można było podpiąć magazynek karabinu AK (z amunicją 7,62 × 39 mm), natomiast nie pasował do niego magazynek AK-74 (z amunicją 5,45 × 39 mm). Mogło to z jednej strony powodować omyłki, a z drugiej strony utrudniać zaopatrzenie jednostek Układu Warszawskiego w czasie wojny.
Karabin następnie przeprojektowano. Suwadło zmieniono na zamienne z suwadłem AK-74, skrócono komorę zamkową. Broń przystosowano do zasilania magazynkami od AK-74. W pierwszej połowie 1988 roku odbyły się ponowne próby. Nowy karabin porównywano z AKMS i AK-74. Po wprowadzeniu drobnych poprawek rozpoczęto produkcję karabinu. Po badaniach eksploatacyjnych w 1990 roku broń przyjęto w 1991 roku do uzbrojenia jako 5,45 mm karabinek wz. 1988 (kbk wz. 88).
Już po wprowadzeniu do uzbrojenia karabin lekko zmodernizowano. Zmieniono konstrukcję mechanizmu uderzeniowego, wprowadzono nowe łoże (wzorowane na łożu AK-74M). Opracowano także skróconą wersję broni – karabinek (subkarabinek) wz. 89 Onyks. Część wyprodukowanych karabinów wz. 88 przystosowano do montażu celownika noktowizyjnego (wspornik z lewej strony komory zamkowej). Wyprodukowano ok. 20–25 tys. karabinów. Produkcję karabinów wz. 88 zakończono w 1994 roku po podjęciu decyzji o zastąpieniu amunicji 5,45 × 39 mm amunicją 5,56 × 45 NATO. Do nowej amunicji skonstruowano nowy karabin wz. 96 Beryl. Wyprodukowane karabiny wz. 88 sukcesywnie wycofywano z uzbrojenia. Ostatnią uzbrojoną w nie jednostką był polski kontyngent wojsk ONZ na Wzgórzach Golan. Po wycofaniu z uzbrojenia broń zmagazynowano. W 2004 roku część wyprodukowanych karabinów wz. 88 (5000 egz.) wraz z resztą zmagazynowanej amunicji 5,45 × 39 mm została sprzedana nowej armii irackiej, planowane były zakupy dalszych partii.
W czerwcu 2022 roku ujawniono nagrania świadczące o użyciu kbk wz. 88 przez Siły Zbrojne Ukrainy podczas wojny z Rosją.

## Wersje

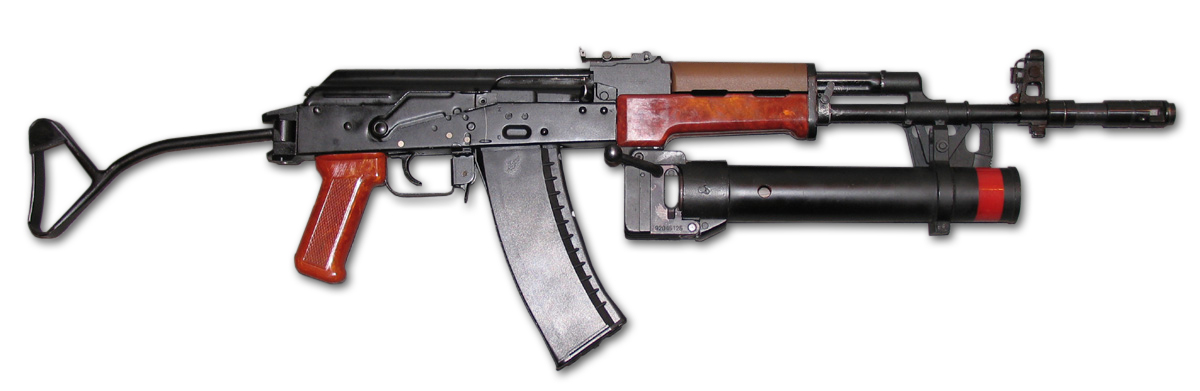
5,45 mm karabinek-granatnik wz. 1974 (5,45 mm karabinek wz. 1988 Tantal z 40 mm granatnikiem podlufowym wz. 1974 Pallad)

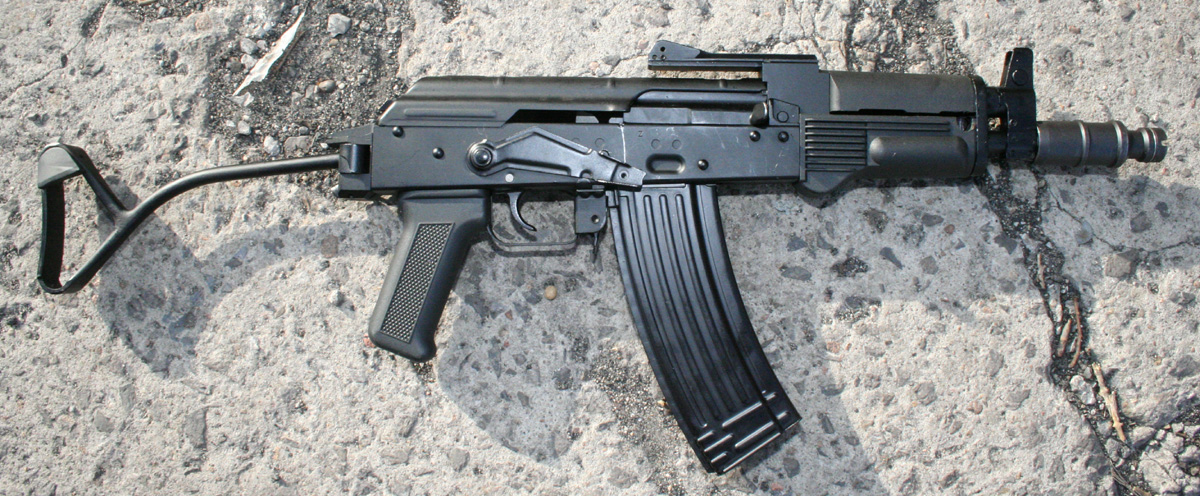
5,45 mm subkarabinek wz. 89 Onyks

- 5,45 mm karabinek wz. 88 – wersja z kolbą stałą (nie produkowana seryjnie)
- 5,45 mm karabinek wz. 88 (wersja nocna) – wersja wyposażona we wspornik umożliwiający montaż noktowizora NSPU (lub polskiego PCS-5 Gabro). Planowano także stosowanie w tej wersji celownika optycznego ZFK 4 × 25 (celownik produkowany w NRD). Montaż wspornika wymusił przekonstruowanie przełącznika rodzaju ognia (wspornik zasłaniał dźwignię przełącznika).
- 5,45 mm karabinek-granatnik wz. 1974 – zestaw składający się z karabinka wz. 88 Tantal i granatnika podwieszanego wz. 74 Pallad
- Karabinek wz. 89 Onyks – wersja skrócona (subkarabinek) opracowana w 1990 roku. Produkcję zakończono po wyprodukowaniu 200 egzemplarzy (Wojsko Polskie nie przyjęło tej broni do uzbrojenia). Przez krótki okres w połowie lat 90. były używane przez warszawskie jednostki antyterrorystyczne Policji[3]. W stosunku do karabinu wz. 88 skrócono lufę do 207 mm, urządzenie wylotowe o konstrukcji podobnej do urządzenia wylotowego AKS-74U  dodatkowo służy jako nasadka do miotania granatów nasadkowych (jest to ewenement w przypadku broni o tak krótkiej lufie). Broń wyposażono w celownik przerzutowy (dwie nastawy na 100-200 i 400 m) zamocowany na wsporniku wystającym nad komorę zamkową. Boki wspornika stanowią prowadnice do montażu celownika kolimatorowego CWL-1.
- Karabin wz. 90 – wersja karabinu wz. 88 przystosowana do zasilania amunicją 5,56 × 45 NATO (nie produkowana seryjnie)
- Karabinek wz. 91 – wersja karabinka wz. 89 przystosowana do zasilania amunicją 5,56 × 45 NATO (nie produkowana seryjnie)

## Opis konstrukcji
Kbk wz. 88 Tantal jest indywidualną bronią samoczynno-samopowtarzalną. Zasada działania oparta na wykorzystaniu energii gazów prochowych odprowadzanych przez boczny otwór lufy. Ryglowanie przez obrót zamka w lewo (dwa rygle). Mechanizm spustowy z ogranicznikiem długości serii umożliwia strzelanie ogniem pojedynczym, seriami trzystrzałowymi i ogniem ciągłym. Przełącznik rodzaju ognia po lewej stronie broni. Oddzielna dźwignia bezpiecznika po prawej stronie komory zamkowej. Zasilanie z dwurzędowych magazynków łukowych o pojemności 30 naboi (możliwość użycia magazynków 45-nabojowych od RPK-74). Otwarte przyrządy celownicze składają się z muszki i celownika krzywkowego (ze szczerbiną) o nastawach od 100 do 1000 metrów, nastawa bojowa „S” odpowiada nastawie 440 m. Przyrządy celownicze wyposażone w trytowe źródła światła (do strzelań nocnych). Kolba metalowa składana na prawą stronę komory zamkowej (możliwość strzelania z kolbą złożoną).

## Dane taktyczno-techniczne
|                                                           | kbk wz. 81 Tantal | kbk wz. 88 Tantal | skbk wz. 89 Onyks |
| --------------------------------------------------------- | ----------------- | ----------------- | ----------------- |
| Nabój                                                     | 5,45 × 39 mm      | 5,45 × 39 mm      | 5,45 × 39 mm      |
| Długość broni z kolbą rozłożoną/złożoną (mm)              | 973/765           | 943/768           | 720/519           |
| Długość lufy (mm)                                         | 438               | 423               | 207               |
| Długość linii celowniczej (mm)                            | 388               | 373               | 223               |
| Masa z magazynkiem nie załadowanym/załadowanym            | ?/4,07            | 3,69/4,00         | 3,22/3,52         |
| Szybkostrzelność teoretyczna (strz/min)                   | 700               | 700               | 700               |
| Prędkość początkowa pocisku (m/s)                         | 900               | 880               | 700               |
| Energia początkowa pocisku (J)                            | 1377              | 1316              | 833               |
| Zasięg maksymalny (m)                                     | 320               | 315               | 290               |
| Zasięg rażenie (m)                                        | >135              | 135               | 110               |
| Odległość strzału bezpośredniego (figura „popiersie”) (m) | 440               | 440               | 360               |